# Síndrome de hiper-IgE
El síndrome de hiper-IgE, también llamado síndrome de Job, es una enfermedad genética de transmisión hereditaria que se incluye en el grupo de inmunodeficiencias primarias por existir un déficit de inmunidad presente desde el momento del nacimiento. Fue descrita por Buckley et al en 1972. Los síntomas principales consisten en la aparición de infecciones recurrentes, abscesos en piel ocasionados por estafilococos y neumonías. El nivel de inmunoglobulina E (IgE) en sangre está aumentado. La enfermedad es heterogénea y existen dos formas reconocidas, en una de ellas la trasmisión en autosómica dominante y en la otra recesiva. El número de casos es muy reducido, por lo que se considera una enfermedad rara.

## Epidemiología
Se trata de una dolencia muy poco frecuente, desde el momento de su descripción en el año 1972, únicamente se han descrito en todo el mundo alrededor de 250 casos. No se ha observado mayor incidencia en ninguna raza o grupo étnico. Los primeros síntomas suelen aparecen pocas semanas después del momento del nacimiento.

## Síntomas
Al existir una deficiencia de inmunidad, son muy frecuentes los procesos infecciosos, sobre todo de la piel, donde es habitual la existencia de abscesos producidos por el Staphylococcus aureus y las infecciones causadas por hongos del género cándida.
En el pulmón existe gran predisposición a la neumonía, la formación de  abscesos pulmonares y neumatoceles que suelen estar provocados por estafilococos y haemophilus. Con frecuencia diversos agentes microbianos complican la situación, entre ellos Pseudomonas aeruginosa y  Aspergillus fumigatus. Otras infecciones menos habituales son las producidas por pneumocystis jirovecii y el género nocardia. Todo ello puede originar graves complicaciones como septicemia e insuficiencia respiratoria.